# Corryocactus apiciflorus
Corryocactus apiciflorus ist eine Pflanzenart in der Gattung Corryocactus aus der Familie der Kakteengewächse (Cactaceae). Das Artepitheton apiciflorus leitet sich von den lateinischen Worten apex für ‚Spitze‘ sowie -florus für ‚-blütig‘ ab und verweist auf die hauptsächlich an den Triebspitzen erscheinenden Blüten.

## Beschreibung
Corryocactus apiciflorus wächst strauchig mit ausgespreizten oder aufsteigenden, bis zu 50 Zentimeter langen, dicht bedornten Trieben, die Durchmesser von 2,5 Zentimeter aufweisen. Es sind acht niedrige Rippen vorhanden. Der einzelne Mitteldorn ist bis zu 1 Zentimeter lang. Die etwa 10 ausgebreiteten Randdornen sind ebenfalls bis zu 1 Zentimeter lang.
Die roten Blüten sind bis zu 4 Zentimeter lang. Sie erscheinen in Gruppen nahe der Triebspitzen oder manchmal seitlich an den Trieben.

## Verbreitung, Systematik und Gefährdung
Corryocactus apiciflorus ist in  den peruanischen Regionen La Libertad, Ancash und Ayacucho verbreitet.
Die Erstbeschreibung als Cereus apiciflorus erfolgte 1913 durch Friedrich Karl Johann Vaupel. Paul Clifford Hutchison stellte die Art 1963 in die Gattung Corryocactus. Ein nomenklatorisches Synonym ist Erdisia apiciflora (Vaupel) Werderm. (1940).    
In der Roten Liste gefährdeter Arten der IUCN wird die Art als „Data Deficient (DD)“, d. h. mit keinen ausreichenden Daten geführt.

## Nachweise